# Almaraz de Duero (kommunhuvudort)
Almaraz de Duero är en kommunhuvudort i Spanien.   Den ligger i provinsen Provincia de Zamora och regionen Kastilien och Leon, i den centrala delen av landet, 220 km nordväst om huvudstaden Madrid. Almaraz de Duero ligger 724 meter över havet och antalet invånare är 440.
Terrängen runt Almaraz de Duero är platt. Runt Almaraz de Duero är det mycket glesbefolkat, med 4 invånare per kvadratkilometer. Närmaste större samhälle är Zamora, 14,7 km öster om Almaraz de Duero. Omgivningarna runt Almaraz de Duero är i huvudsak ett öppet busklandskap.